# Gąski (West-Pommeren)
Gąski is een dorp in de Poolse woiwodschap West-Pommeren. De plaats maakt deel uit van de gemeente Mielno en telt 400 inwoners.